# Kopalnia Węgla Kamiennego Krystyna w Tenczynku

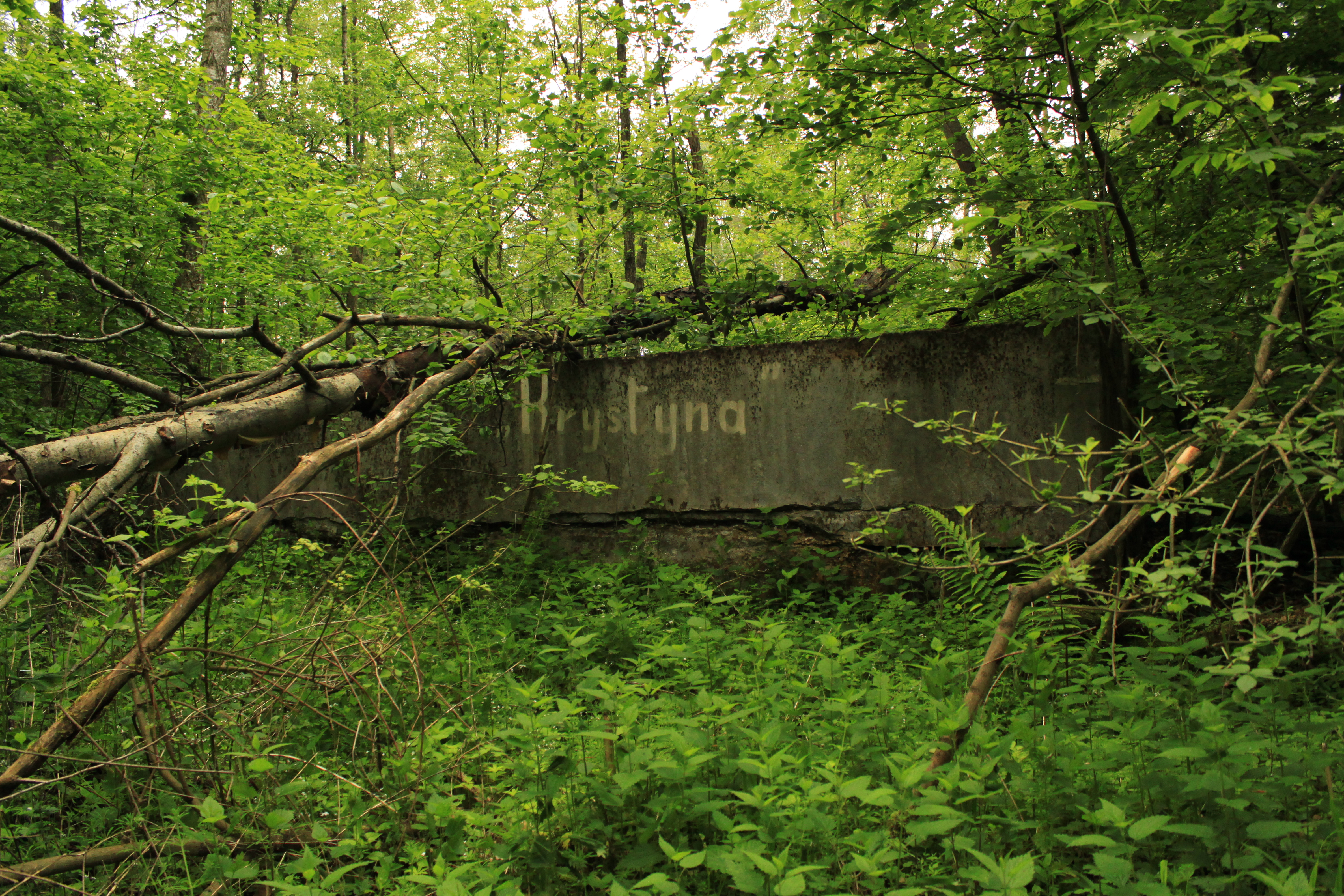
Teren KWK Krystyna II

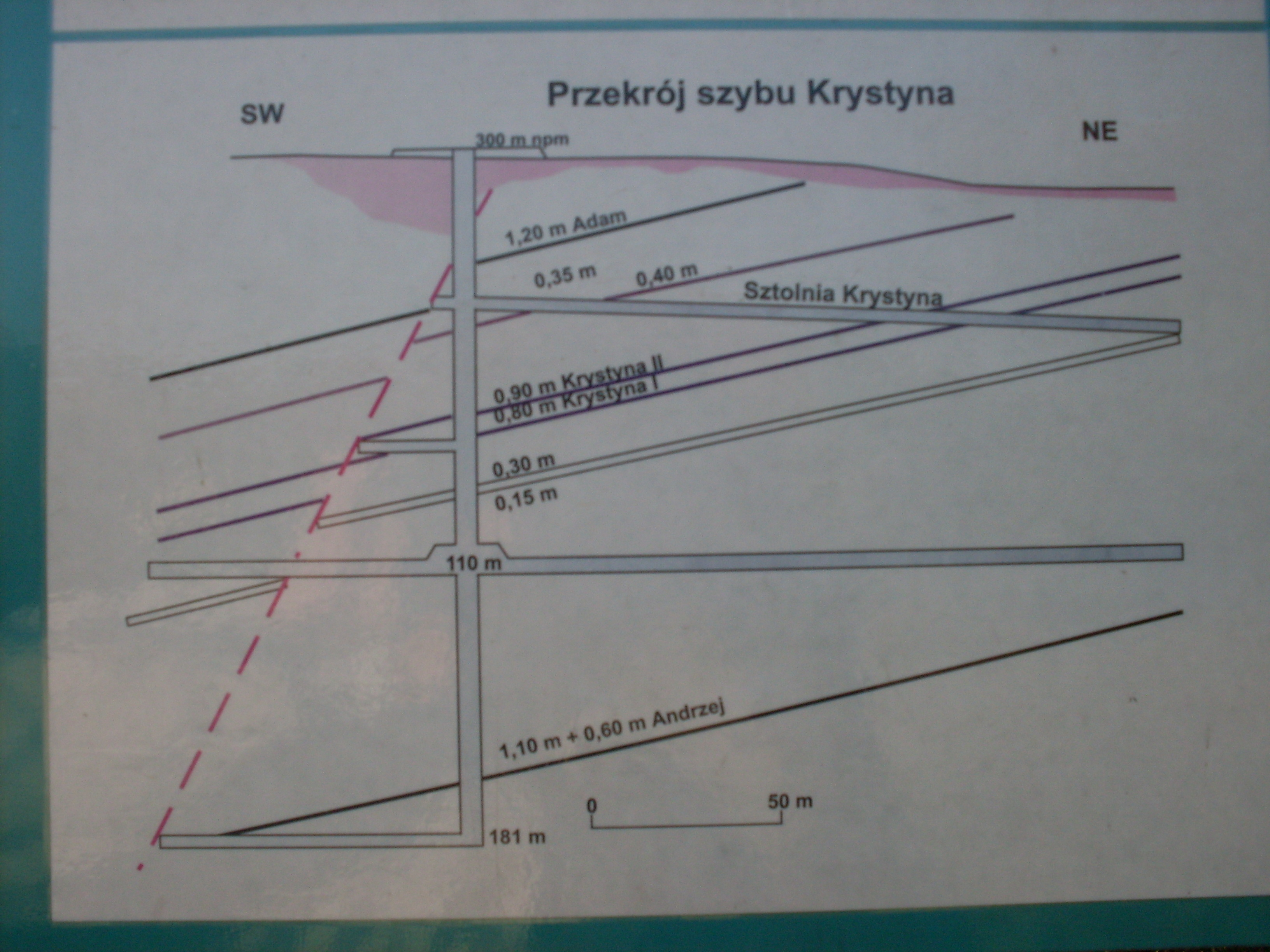
Przekrój szybu Krystyna (Tablica informacyjna przy byłej KWK Krystyna I)

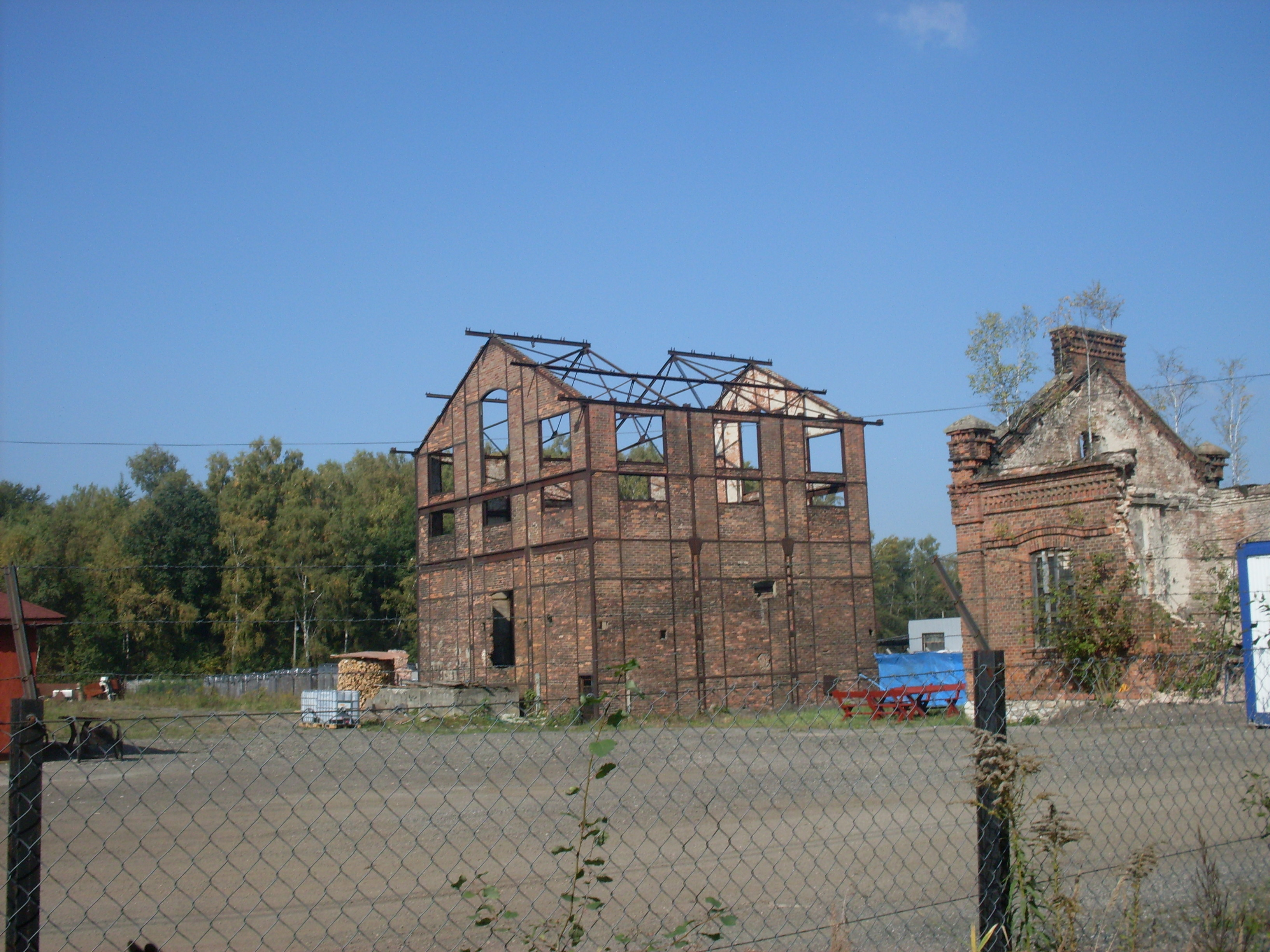
Ruiny budynków dawnej KWK Krystyna I

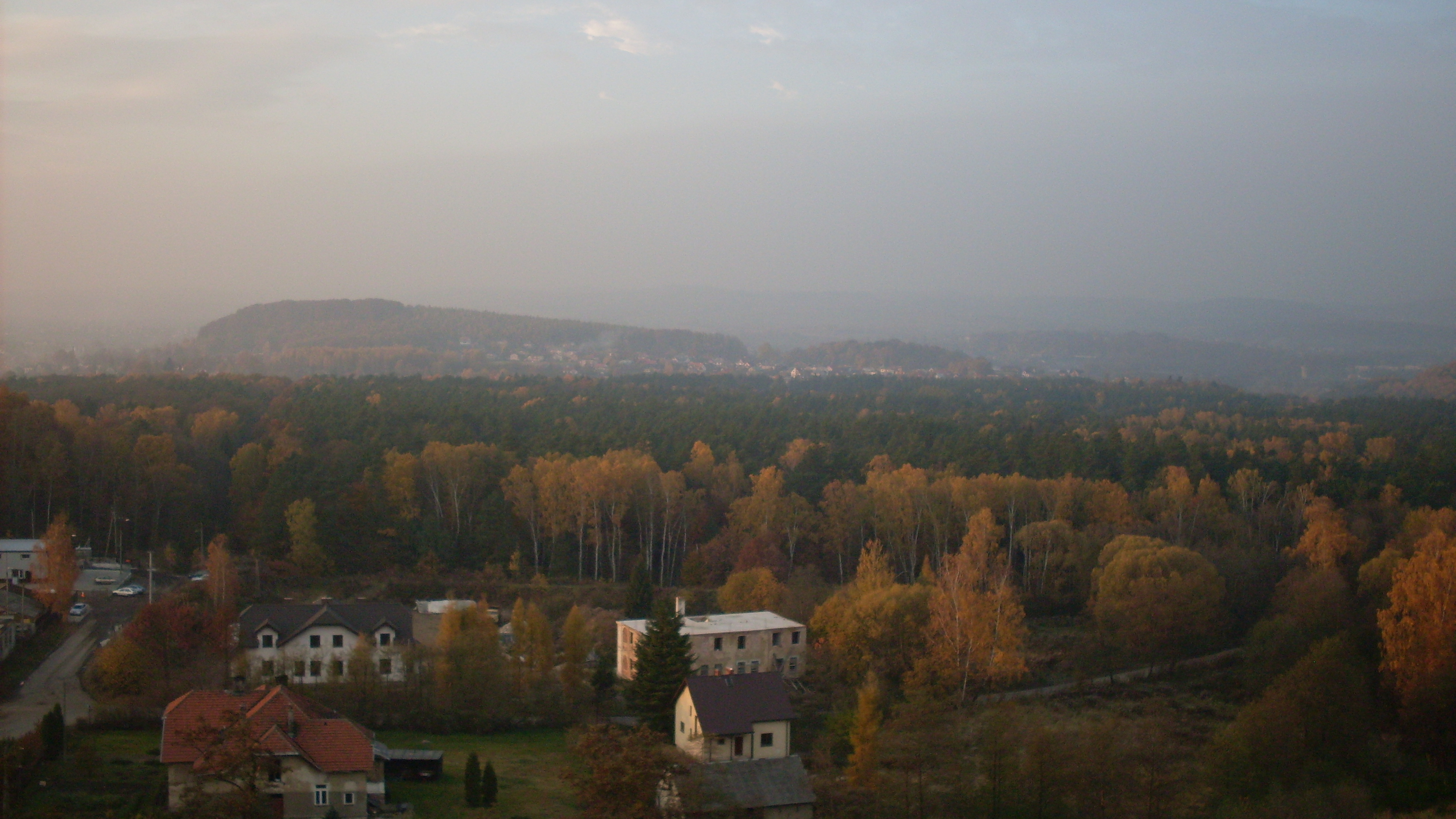
Widok na budynki mieszkalne byłej KW Krystyna I - w oddali Góra Buczyna

Kopalnia Węgla Kamiennego Krystyna – kopalnia węgla kamiennego w Tenczynku (wsi położonej w województwie małopolskim, w powiecie krakowskim, w gminie Krzeszowice) w Lesie Zwierzyniec, działająca w latach 1895–1955. Kopalnia leży na Szlaku Dawnego Górnictwa.

## Historia
Kopalnię uruchomili Potoccy (z krzeszowickiej linii tego rodu) w 1895 (obecna część Tenczynka o nazwie Niedźwiedzia Góra; ul. Krystyny). W miarę rozwoju wydobycia problemem stawał się transport rosnącej masy urobku. Rozwiązanie znaleziono budując podziemną sztolnię długości ponad 2 km, która połączyła szyb wydobywczy Krystyna I z Gwoźdźcem – przysiółkiem Nawojowej Góry. Do Gwoźdźca doprowadzono bocznicę kolejową z nieodległych Krzeszowic. Sztolnią, która służyła również do odwadniania kopalni, kursowały wagony towarowe z urobkiem, ciągnięte trakcją konną. U wylotu sztolni zbudowano sortownię i płuczkę. Zwałowiska na zboczach Ułańskiego Zdrowia świadczą niemo o dawnej świetności tego miejsca. Wagony ze sztolni wjeżdżały pod specjalnie wybudowane rampy.
Szyb „Krystyna I”, czyli stary szyb tzw. wodny, miał głębokość 181 m (dno rząpia). Wybierano tam 4 pokłady węgla kamiennego (serie Libiąskie brzeżne, Namur lub Westfal, górny karbon - lądowy Silez). Wydobywana w Tenczynku kopalina zwana była węglem gazowym i eksportowana głównie do Włoch, zwłaszcza dla oświetlania latarni ulicznych (po uprzednim zgazowaniu, podczas którego otrzymywano węglowodory w fazie gazowej).
W 1929, w czasie wielkiego kryzysu, kopalnia nie wytrzymała konkurencji z kopalniami na pobliskim Górnym Śląsku. Właściciele zatrzymali wydobycie i dopuścili do jej zatopienia (przestano odpompowywać wodę dołową).
Krystyna II (Krystyna Nowa, Upadowa) została uruchomiona w okresie międzywojennym na wschodnich polach nieczynnej kopalni „Krystyna I”. Później była eksploatowana przez Niemców w trakcie okupacji. Dwoma sztolniami-upadowymi eksploatowano dwa pokłady węgla: odkryty przed II wojną światową pokład Andrzej II (o grubości 0,3-1,9 m) oraz położony na zachód od Krystyny pokład Andrzej I. Są to najstarsze, a zarazem najbardziej wysunięte na wschód pokłady w Górnośląskim Zagłębiu Węglowym. Po II wojnie światowej kopalnia przeszła na własność skarbu państwa i została włączona do młodszej kopalni KWK Siersza. Ostatecznie w 1955 zakończyła działalność. Ponadto, tunel sztolni uległ zasypaniu na początku lat 20 XX w. ze względu na brak konserwacji. „Krystyna II” była ostatnią czynną kopalnią węgla w rejonie Tenczynka.
W okresie II wojny światowej partyzanci Gwardii Ludowej pochodzący głównie z miejscowości Sanka i Rybna, w nocy 27 kwietnia 1943 opanowali kopalnię i skonfiskowali ponad 400 kg dynamitu. Przed jej opuszczeniem próbowali wysadzić szyb. Eksplozja zniszczyła tylko obudowę szybu, co unieruchomiło kopalnię jedynie na trzy dni. Skradzione materiały wybuchowe nie posłużyły później do żadnej akcji dywersyjnej. Partyzanci ukryli dynamit na cmentarzu w Rybnej, gdzie on zwilgotniał. Po akcji partyzantów Niemcy aresztowali kilkanaście osób.
Dyrektorem kopalni „Krystyna” był inż. Karol Musioł.

## Pozostałości
Po kopalni ostały się niektóre budynki administracyjne, zarośnięte lasem hałdy, niektóre betonowe elementy konstrukcyjne (np. obramienia ramp załadowczych) oraz nasypy kolejowe. Pozostał też stalowy kolejowy most na Krzeszówce w Gwoźdźcu, użytkowany jako kładka dla pieszych. W Lesie Zwierzynieckim znajdują się pozostałości nasypów kolejowych oraz elementy szybików wentylacyjnych.
Po likwidacji kopalni, wody z szybu były nadal pompowane i wykorzystywane przez kopalnię diabazu w Niedźwiedziej Górze. Ostatecznie zaprzestano pompowania w 1996, co spowodowało całkowite zatopienie kopalni.